# Fauda
Fauda (oryginalny tytuł hebr.: פאודה, translit.: Fauda, z arab.: فوضى, dosłownie: Chaos) – izraelski serial telewizyjny stworzony przez Liora Raza i Aviego Issacharoffa, od 15 lutego 2015 emitowany przez izraelską stację Yes Oh. W Polsce został udostępniony w całości 2 grudnia 2016 na platformie internetowej Netflix.
Akcja rozgrywa się we współczesnym Izraelu oraz w Palestynie (Zachodni Brzeg i Strefa Gazy w Autonomii Palestyńskiej) na tle konfliktu izraelsko-palestyńskiego. Nakręcono trzy serie, po 12 odcinków każda. Kolejne sezony serialu stanowią odrębne historie, jednak część wątków jest nawiązaniem do poprzedzającej serii.
Niektóre wątki fabuły poszczególnych odcinków inspirowane są prawdziwymi zdarzeniami, bowiem jeden z twórców serialu – Lior Raz, na przełomie lat 80. i 90. XX wieku wstąpił do Sił Obronnych Izraela, służąc - jako komandos - w elitarnej, tajnej jednostce antyterrorystycznej na terytoriach palestyńskich (Jednostka 217 „Duvdevan”), wchodzącej w skład jednostek specjalnych Mista'arvim. Współpracował on przy tworzeniu scenariusza, bazując na własnych doświadczeniach z czasów służby.
Serial otrzymał między innymi sześć Nagród Izraelskiej Akademii Filmowej i Telewizyjnej w 2016 roku, w tym za najlepszy serial dramatyczny. Był pierwszym globalnym przebojem serialowym nakręconym w języku hebrajskim.

## Fabuła

### Seria 1
W trakcie przesłuchania palestyńskiego członka Hamasu kapitan izraelskich antyterrorystycznych służb specjalnych Mista'arvim (jednostki Sił Obronnych Izraela) odkrywa, że „Abu Ahmad” - zwany też „Panterą" - terrorysta uznany za zabitego, żyje i szykuje kolejny zamach. Aby ostatecznie zlikwidować „Abu Ahmada”, służby ściągają do pracy byłego agenta Dorona Kabilio, odpowiedzialnego za nieudaną akcję przeciwko terroryście. Otrzymuje zadanie przeniknięcia do środowiska Hamasu i zabicie „Pantery".

### Seria 2
Po śmierci „Pantery" przywódcą zbrojnego ramienia Hamasu zostaje jego dawny zastępca – Walid El Abed. Wkrótce na Zachodnim Brzegu ponownie dochodzi do samobójczego zamachu bombowego, szybko jednak okazuje się, że to nie Hamas ponosi za niego odpowiedzialność. Na okupowanych terenach pojawia się bowiem Nidal Awadallah zwany „El Makdassi”, którego zadaniem jest budowa Państwa Islamskiego w Palestynie. Powracający z Syrii mężczyzna ma jednak również swój prywatny cel – zemstę na Doronie Kabilio.

### Seria 3
Doron Kabilio przenika do środowiska związanego z Hamasem w Hebronie. Z czasem izraelskie siły obronne ze zdumieniem odkrywają, że wpływy w tej części Palestyny mają członkowie Hamasu ze Strefy Gazy.

## Główne role

### Seria 1
- Lior Raz jako Doron Kabilio
- Hiszam Suliman jako Taofik Hamed „Abu Ahmad” lub „Pantera"
- Itzik Cohen jako kapitan Gabi Ayub
- Juval Segal jako Michael „Mickey” Moreno
- Tomer Capon jako Boaz
- Doron Ben-David jako Hertzel „Steve” Pinto
- Boaz Konforty jako Avihai Ben Haim
- Tsahi Halevi jako Naor
- Rona-Lee Szim'on jako Nurit
- Neta Garty jako Gali Kabilio
- Szadi Mar'i jako Walid El Abed
- Laëtitia Eïdo jako dr Szirin El Abed
- Jameel Choury jako Abu Samra
- Hanan Hillo jako Nasrin Hamed
- Salim Dau jako Szejk Awadallah
- Uri Gavriel jako Gideon Avital
- Jakov Zada Daniel jako Eli
- Kader Harini jako Abu Maher
- Mel Malka jako Ido Kabilio

### Seria 2
- Lior Raz jako Doron Kabilio
- Firas Nassar jako Nidal Awadallah „El Makdassi”
- Itzik Cohen jako kapitan Gabi Ayub
- Jakov Zada Daniel jako Eli
- Doron Ben-David jako Hertzel „Steve” Pinto
- Boaz Konforty jako Avihai Ben Haim
- Idan Amedi jako Sagi
- Tsahi Halevi jako Naor
- Rona-Lee Szim'on jako Nurit
- Neta Garty jako Gali Kabilio
- Szadi Mar'i jako Walid El Abed
- Laëtitia Eïdo jako dr Szirin El Abed
- Jameel Choury jako Abu Samra
- Juval Segal jako Michael „Mickey” Moreno
- Igal Naor jako Amos Kabilio
- Mel Malka jako Ido Kabilio
- Kader Harini jako Abu Maher
- Meirav Szirom jako Dana
- Moran Rosenblatt jako Anat Moreno
- Luna Mansour jako Marwa

### Seria 3
- Lior Raz jako Doron Kabilio
- Itzik Cohen jako kapitan Gabi Ayub
- Doron Ben-David jako Hertzel „Steve” Pinto
- Boaz Konforty jako Avihai Ben Haim
- Rona-Lee Szim'on jako Nurit
- Neta Garty jako Gali Kabilio
- Jakov Zada Daniel jako Eli
- Idan Amedi jako Sagi
- Ala Dakka jako Baszar Hamdan
- Marina Maximilian Blumin jako Hila Baszan
- Chalifa Natour jako Jihad Hamdan
- George Iskandar jako Abu Muhamad
- Kader Harini jako Abu Maher
- Meirav Szirom jako Dana
- Moran Rosenblatt jako Anat Moreno
- Jameel Choury jako Abu Samra
- Mel Malka jako Ido Kabilio

## Odcinki
| Seria | Odcinki | Emisja w Izraelu (Premiera)    | Emisja w Netfliksie |
| ----- | ------- | ------------------------------ | ------------------- |
| 1.    | 1–12    | 15 lutego 2015–3 maja 2015     | od 2 grudnia 2016   |
| 2.    | 13–24   | 31 grudnia 2017–18 maja 2018   | od 24 maja 2018     |
| 3.    | 25–36   | 26 grudnia 2019–12 marca 2020  | od 16 kwietnia 2020 |
| 4.    | 37–48   | 13 lipca 2022–28 września 2022 | od 20 stycznia 2023 |

## Zdjęcia i plenery
- Zdjęcia do pierwszej serii zostały nakręcone w 2014 roku w mieście Kafr Kasim i jego okolicach, podczas konfliktu izraelsko-palestyńskiego.

## Błędy i nieścisłości
- W wielu scenach, rozgrywających się w palestyńskim szpitalu na Zachodnim Brzegu można zobaczyć mezuzy na framugach drzwi. Jest to wyłącznie żydowski przedmiot religijny, nie występujący w palestyńskich budynkach.
- Według arabistów, język arabski używany w serialu jest istnym "koszmarem gramatycznym", a jego skrypt wygląda, jakby został przetłumaczony przez tłumacza google'a z języka hebrajskiego.
- Igal Naor (grający Amosa Kabilio) urodził się w 1958 roku, a Lior Riaz (grający Dorona Kabilio) w 1971 roku. Oznacza to, że pomiędzy aktorami odtwarzającymi role serialowego ojca i syna jest zaledwie 13 lat różnicy.

## Krytyka
Twórcy przez kilka lat walczyli o możliwość realizacji dzieła. Serial nakręcony został z izraelskiego punktu widzenia, ale mimo to był przebojem w niektórych państwach arabskich, m.in. w Jordanii, Libanie i Zjednoczonych Emiratach Arabskich. Zwolennicy palestyńskiego punktu widzenia twierdzą, że ukazuje zafałszowany obraz stosunków panujących na Zachodnim Brzegu Jordanu, usprawiedliwia łamanie praw człowieka i promuje myślenie o stosunkach z ludnością arabską w kategoriach wyłącznie militarnych. Jeden z ruchów propalestyńskich (BDS) wezwał właścicieli Netflixa do wycofania go z emisji z uwagi na podżeganie do przemocy względem Palestyńczyków. Dziennikarka Rachel Shabi (The Guardian) zarzuciła dziełu, że nie pokazuje codziennych uciążliwości wynikających z obecności militarnej Izraela na Zachodnim Brzegu.